# Anophthalmus hitleri
Anophthalmus hitleri Scheibel, 1937 è un coleottero di caverna della famiglia dei Carabidi. È un insetto molto raro, che vive solo in alcune grotte della Slovenia centrale.

## Etimologia
Venne identificato negli anni '30 dal naturalista austriaco Oscar Scheibel, dopo che nel 1932 era entrato casualmente in possesso di un esemplare di coleottero di specie non ancora identificata. Nel 1937 Scheibel, dopo molti studi, dedicò la nuova specie di Anophthalmus  ad Adolf Hitler (non è chiaro se in quanto simpatizzante nazista oppure, al contrario, per ridicolizzarlo). La dedica venne assai gradita dal Führer, che inviò a Scheibel una lettera in cui manifestava la propria gratitudine.

### Tentativi di ridenominazione
In passato sono state avanzate varie proposte per cambiare la denominazione della specie, tutte però respinte dall'International Commission on Zoological Nomenclature, l'ente ufficiale per la catalogazione delle specie. Il rifiuto (non limitato solo a A. hitleri) è dettato dalla politica conservativa dell'ente, il cui regolamento non prevede cambi di denominazione scientifica (salvo in alcuni rarissimi casi di riclassificazione o di intitolazioni sovrapposte).

## Descrizione
A. hitleri raggiunge una lunghezza media del corpo tra i 5 e i 5,5 mm, è bruno-rossastro (effetto della depigmentazione evolutiva) e possiede sul corpo dei pili appena visibili. Il maschio possiede un colore lucido, mentre la femmina una tonalità più opaca. La testa è abbastanza grande rispetto al corpo, con grosse mandibole e solchi frontali prominenti, mentre l'apparato riproduttivo è pronunciato.

## Biologia

### Alimentazione
A. hitleri è un predatore, e si nutre prevalentemente di larve di insetto e piccoli animali.

## Distribuzione e habitat

### Distribuzione
È una specie tipica delle grotte della Slovenia centrale, specialmente nella zona tra Mozirje e Celje.

### Habitat
A. hitleri è un organismo troglobio: preferendo un ambiente stretto e umido, vive esclusivamente in grotta e per questo è anoftalmico.

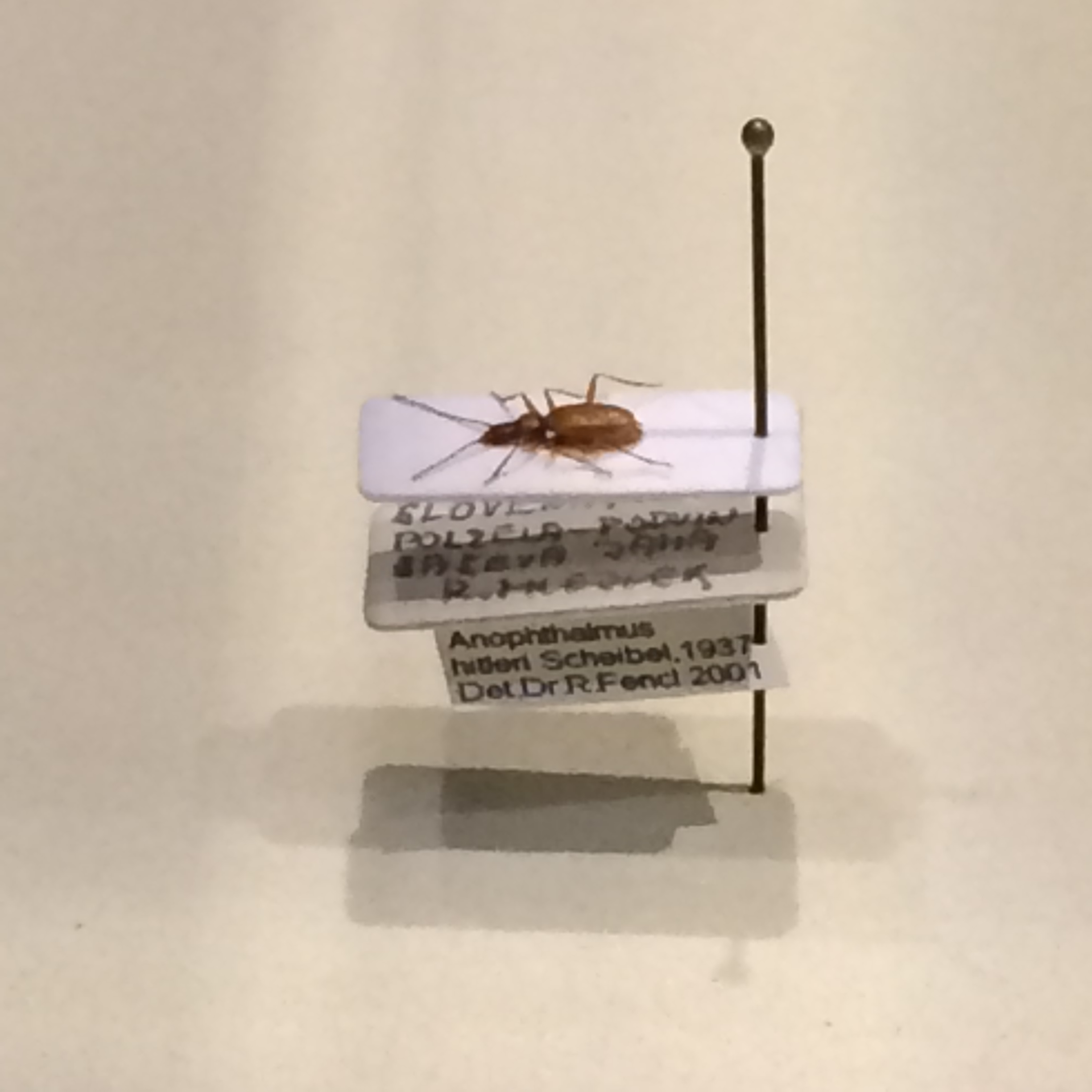
Esemplare di A. hitleri (Museo delle Scienze Naturali di Stoccarda).

## Conservazione
Poco considerato dai naturalisti per via delle sue caratteristiche piuttosto comuni per i coleotteri, è tuttavia diventato, a causa del nome scientifico richiamante il dittatore tedesco, un ambito cimelio da parte dei neonazisti. La caccia ad A. hitleri per scopi di collezionismo ne ha drasticamente diminuito la popolazione, al punto che la specie è in pericolo. Il governo sloveno ha tentato di tutelarne la conservazione limitando l'accesso alle grotte dove si può trovare, ma con scarso successo: alcuni degli anfratti sono infatti facilmente raggiungibili dal confine italiano, e sono quindi di difficile sorveglianza.
Oltre alla caccia attiva, si sono registrati nel corso degli anni anche numerosi furti di esemplari conservati nei musei tedeschi. Gli esemplari di A. hitleri  sono infatti arrivati a costare sul mercato nero anche migliaia di sterline, euro o dollari l'uno, se ben conservati.